# Team Gerolsteiner
Team Gerolsteiner, wel vaker aangeduid als Gerolsteiner, was een Duitse wielerploeg gesponsord door een fabrikant van bronwater.

## Geschiedenis
Team Gerolsteiner was in het peloton actief van 1998 tot 2008 en kende in de loop der jaren steeds verdere groei. In 2003 deed het team voor het eerst mee aan de Ronde van Frankrijk en vanaf 2005 maakte het deel uit van de UCI ProTour. De grootste successen werden behaald in 2004 toen de Italiaanse kopman Davide Rebellin in één week de Amstel Gold Race, de Waalse Pijl en Luik-Bastenaken-Luik wist te winnen. In 2005 was de ploeg de sterkste in de UCI ProTour Ploegentijdrit in Eindhoven.
In 2007 wist Stefan Schumacher voor Gerolsteiner wederom de Amstel Gold Race te winnen. Ook Rebellin eindigde weer kort voorin. In de Ronde van Frankrijk van 2008 won Stefan Schumacher de 4de etappe, een individuele tijdrit over 29,5 km en pakte daarna de gele trui. Ploeggenoot Bernhard Kohl kwam als bergkoning en derde in de eindstand over de streep in Parijs. Beide renners werden echter na afloop van de Tour betrapt op CERA, een moderne variant van het prestatiebevorderende epo en verloren hun zeges naderhand.
Mede door de dopingperikelen en het negatieve imago van de wielersport in Duitsland, kondigde sponsor Gerolsteiner aan eind 2008 te stoppen. Op 28 augustus 2008 maakte manager Hans-Michael Holczer bekend dat de zoektocht naar een nieuwe sponsor niets heeft opgeleverd en dat de ploeg aan het einde van het seizoen werd opgeheven.

## Grote rondes
| Jaar | Ronde van Italië        | Ronde van Italië                               | Ronde van Frankrijk                                                    | Ronde van Frankrijk         | Ronde van Spanje      | Ronde van Spanje      |
| Jaar | hoogste klassering      | etappewinst                                    | hoogste klassering                                                     | etappewinst                 | hoogste klassering    | etappewinst           |
| ---- | ----------------------- | ---------------------------------------------- | ---------------------------------------------------------------------- | --------------------------- | --------------------- | --------------------- |
| 2002 | 7e Georg Totschnig      |                                                | geen deelname                                                          | geen deelname               | geen deelname         | geen deelname         |
| 2003 | 5e Georg Totschnig      |                                                | 12e Georg Totschnig                                                    |                             | geen deelname         | geen deelname         |
| 2004 | 36e Fabian Wegmann      |                                                | 7e Georg Totschnig                                                     |                             | geen deelname         | geen deelname         |
| 2005 | 12e Markus Fothen       |                                                | 6e Levi Leipheimer                                                     | 14e Georg Totschnig         | 53e Heinrich Haussler | 19e Heinrich Haussler |
| 2006 | 74e Matthias Russ       | 3e en 18e Stefan Schumacher 21e Robert Förster | 13e Levi Leipheimer                                                    |                             | 57e Torsten Hiekmann  | 15e Robert Förster    |
| 2007 | 54e Matthias Russ       | 5e Robert Förster                              | 31e Bernhard Kohl                                                      |                             | 15e Oliver Zaugg      |                       |
| 2008 | 51e Johannes Fröhlinger |                                                | 3e Bernhard Kohl 25e Stefan Schumacher 33e Markus Fothen Bernhard Kohl | 4e en 20e Stefan Schumacher | 11e Oliver Zaugg      |                       |